# Heinrich Holzschuher
Johann Heinrich Christoph Holzschuher (* 11. Februar 1798 in Wunsiedel, Oberfranken; † 30. Dezember 1847 auf Schloss Bug, Landkreis Hof/Saale) war ein Sozialarbeiter und Kirchenlieddichter.

## Leben und Wirken
Heinrich Holzschuher besuchte bis zum 13. Lebensjahr die Lateinschule in Wunsiedel. Sein Vater, ein Gürtlermeister, Händler und Betreiber einer Billardstube, hatte alles Vermögen verloren und beging im August 1811 Selbstmord. Heinrichs Mutter, die sich kurz zuvor scheiden ließ, kehrte daraufhin mit zwei jüngeren Geschwistern in ihre böhmische Heimat zurück und wanderte später mit den beiden Kindern in die pietistische, deutsche Gemeinde Sarata  (Ukraine) aus. Heinrich blieb mit seinem Bruder Karl Georg Ferdinand mittellos bei Verwandten in Wunsiedel zurück. Karl erhielt eine Stelle als Landgerichtsschreiber, wurde aber wegen Diebstahls, Fälschung öffentlicher Urkunden und Unterschlagung zu vier Jahren Haft in einem Strafarbeitshaus verurteilt. Später wurde er Lehrer am Waisenhaus in Bunzlau und starb 1871 als angesehener Oberlehrer in Meseritz. Karl schrieb 1830 für den Fränkischen Merkur ein Gedicht über das Trauma seiner Jugend. Heinrich erhielt nach dem Schulabbruch eine Ausbildung als Schreiber beim Rentamt in Wunsiedel und begann für das Wunsiedler Wochenblatt kleinere Artikel zu verfassen. Durch das familiäre Desaster sensibilisiert, näherte er sich schrittweise tätiger, christlicher Diakonie. Bereits 1821 wird er als „Kinderlehrer“ in Schnaditz erwähnt. 1823 hospitierte er für zwei Monate am Lutherhof in Weimar bei Johannes Daniel Falk, der sein großes Vorbild wurde. Nach gescheiterten Versuchen, ähnliche sozialdiakonische Lehr- und Besserungsanstalten für Jugendliche in Bayreuth und Wunsiedel zu errichten, ließ er sich an das Zwangsarbeitshaus auf der Plassenburg bei Kulmbach vermitteln. Dort richtete er mit dem Leiter Karl Georg Stuhlmüller und mittels finanzieller Unterstützung des Bankiers Johann Lorenz Schaezler im April 1825 eine Unterrichts- und Lehranstalt für „jugendliche Verbrecher“ ein. Wegen eines „groben Fehltritts im Dienste“ wurde er aber einige Monate später entlassen.
Zur Jahreswende 1827/28 wurde Holzschuher Mitarbeiter des Pädagogen Karl Reinthaler, der in Erfurt das Martinsstift, ein Heim für verwahrloste Kinder, leitete. In Erfurt erwarb er nach staatlicher Prüfung im Juni 1828 die Wählbarkeit für den Unterricht an Land- und niederen Stadtschulen in Preußen. Als einziger Prüfling jedoch „nur insoweit, als die betreffende Stelle weder Orgelspiel noch Vorsingen und Unterrichten im Gesang erfordert“. Im Anschluss begab er sich von Erfurt aus mehrfach auf längere Reisen, meist um für das Martinsstift Spendengelder zu akquirieren. Bis zum Frühherbst 1830 verblieb er in Erfurt. 1831/32 arbeitete er als Schreiber bei der bayerischen Ständeversammlung in München. Ende Juli 1832 beschloss der Gesetzgebungsausschuss, Holzschuher als Schreiber bei der Kammer der Abgeordneten zu entlassen, weil ihm „kein Vertrauen“ mehr entgegengebracht werden könne. Die Motive für die Entlassung sind nicht eindeutig.
Zusammen mit Dr. Wolfgang Lindner (1802–1862), einem Münchner Schriftsteller und Herausgeber meist kurzlebiger Zeitschriften, begründete er die Bayerische Dorfzeitung, deren erste Nummer am 1. Januar 1834 erschien. Am 22. Januar schied Lindner nach einem Zerwürfnis als Mitredakteur aus, Redaktion und Eigentum gingen „einzig und allein“ an Holzschuher über. Doch mit Datum vom 25. Februar verabschiedete sich seinerseits Holzschuher, weil er „durch allerhöchste Verfügung […] gestern“ auf einen „auswärtigen Posten“ berufen worden sei, wohin er unverzüglich abreisen müsse. Bereits die Ausgabe der Zeitung vom 26. Februar 1834 wurde wieder von Lindner besorgt. Sie enthielt einen offenkundig schon früher eingesandten, aber bis dahin nicht veröffentlichten Beitrag mit dem Titel Weltbürgerliche Betrachtungen und Wünsche, der sich für die rechtliche Gleichstellung der Juden in Bayern aussprach. Die Redaktion stimmte dem Artikel in einer ausführlichen, langen Fußnote zu. Am 1. März teilte Lindner „seinen“ Lesern mit, er habe es sich „gleich gedacht, daß wir nicht lange auseinander bleiben“. Holzschuher war inzwischen als provisorischer Aktuar an das Männerzuchthaus Lichtenau (Mittelfranken) berufen worden. Nach seiner Biografin Elisabeth Jäger wurde er anderthalb Jahre später von Lichtenau, ohne dass die Gründe bekannt seien, „mit Schimpf und Schande weggeschickt“. Anschließend verbrachte er fünf Jahre in Neumarkt in der Oberpfalz als Oberschreiber von Johann Friedrich Gustav Wülfert, dem ersten protestantischen Landrichter im Amtsbezirk. Die dortige Gründung einer Spar-, Leih- und Hilfskasse geht auf Holzschuher und Wülfert zurück. Holzschuher wurde deren Kassier, ihr Chronist und publizistischer Propagandist. Als einzige Sparkasse in Bayern wurde sie von der im Jahre 1843 vorgenommenen Neuordnung ausgenommen. Zusätzlich wurde er 1839 vom Magistrat in Neumarkt eingesetzt, um das städtische Archiv zu ordnen, konnte für diese Tätigkeit aber nicht weiter entlohnt werden.
Nicht zuletzt der finanzielle Aspekt dürfte ihn daher bewogen haben, als Patrimonialrichter für die von Dobeneckschen Güter in Bug bei Hof an der Saale tätig zu werden. Sechs Jahre übte er dieses Amt aus und verstarb, schon länger an Tuberkulose erkrankt, im Alter von 49 Jahren. 
Heinrich Holzschuher wurde auf dem „alten“, aufgelassenen Friedhof in Berg begraben, an dessen Stelle 1976 ein kleiner Park errichtet wurde, der den Namen Heinrich-Holzschuher-Park erhielt. In Bug gibt es zusätzlich einen Heinrich-Holzschuher-Weg, außerdem sind zwei Straßen in Wunsiedel und Lichtenau nach ihm benannt. An seinem Geburtshaus in Wunsiedel wurde 1989 eine Gedenktafel angebracht.

## Publikationen

### Unter eigenem Namen
Holzschuher trat durch zahlreiche und sehr unterschiedliche Veröffentlichungen in Erscheinung. Er engagierte sich für eine „praktisch-christliche Volkserziehung“, publizierte jedoch auch historische Untersuchungen, politisch-satirische Werke, Gedichte und biografische Abhandlungen. Sein Ruf als Kirchenlieddichter beschränkt sich indessen auf ganze zwei Zeilen. So geht die Neudichtung der zweiten und dritten Strophe zum Weihnachtslied O du fröhliche von Johannes Daniel Falk (dieser hatte es als Dreifeiertagslied Weihnachten-Ostern-Pfingsten konzipiert), auf Holzschuher zurück. Erstmals wurde diese Version im Bayerischen Landboten zu Weihnachten 1826 abgedruckt. In München schrieb er von ca. 1826 bis 1834 hauptsächlich für den Bayerischen Landboten, sowie für die Bayerische Landbötin, immer jedoch anonym oder unter Pseudonym, so dass sich die wahre Anzahl seiner Beiträge nur annähernd ermitteln lässt. Für wenige Wochen war er Anfang 1834 Eigentümer und Alleinredakteur der  Bayerischen Dorfzeitung.

### Unter Pseudonym für antisemitische Schriften

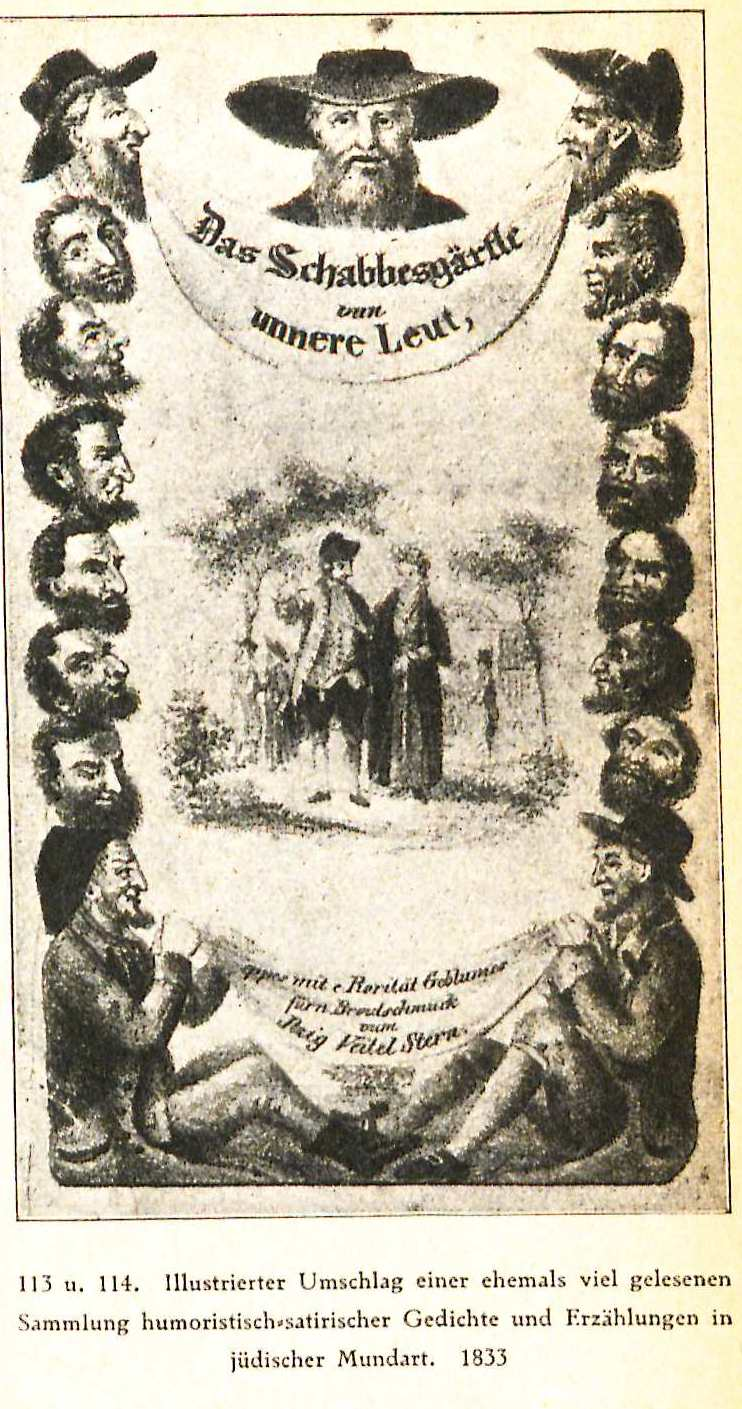
Itzig Feitel Stern: Das Schabbes-Gärtle vun unnere Leut, 1. Aufl., F. W. Goedsche, Meißen 1832. Die Abbildung zeigt die vordere Umschlagseite eines Nachdrucks um 1900

Heinrich Holzschuher stand vor allem im 19. Jahrhundert in Verdacht, unter dem Pseudonym Itzig Feitel Stern antijüdische Dichtungen und Schriften meist in jiddischer Mundart veröffentlicht zu haben. Unter Berufung auf einen Aufsatz des Erlanger Bibliothekars und Archivars Ludwig Göhring aus dem Jahre 1928 setzte sich mehrheitlich die Auffassung durch, dass hinter dem Pseudonym der fränkische Landrichter Johann Friedrich Sigmund Freiherr von Holzschuher (1796–1861) stand. Eine sprachgeschichtliche Untersuchung jüdischer Mundartdichtung von Nichtjuden in Franken aus dem Jahre 2008 kommt hingegen zu dem Schluss, dass „von allen in Vergangenheit und Gegenwart genannten Personen, die möglicherweise zumindest einen Teil der unter ‚Itzig Feitel Stern‘ veröffentlichten Schriften verfaßt haben, Heinrich Holzschuher die greifbarste und wahrscheinlichste (ist)“. In der Zusammenfassung schränkt die Untersuchung allerdings ein, Heinrich Holzschuher komme wohl nur als Autor der frühen, in München und Augsburg gedruckten Texte des Itzig Feitel Stern in Frage. Die Möglichkeit bestehe, dass die in Meißen ab 1831 erschienenen Texte, insbesondere das Schabbes-Gärtle, von einem dritten Autor stammen, denn auch der Freiherr von Holzschuher könne höchstens „für einige zwischen 1850 und 1860 verlegte Texte, die ebenfalls unter dem Pseudonym ‚Itzig Feitel Stern‘ erschienen, verantwortlich gemacht werden“.
Neben anderen Schriften Itzig Feitel Sterns verlegte F. W. Goedsche in Meißen Die Linke Massematten der houchlöbliche Jüdenschaft (1833), „ein für seine Zeit geradezu erschreckend antisemitisches Pamphlet“. Gerade dieses Pamphlet widerlegt aber die erwogene Möglichkeit einer dritten Person. Der Autor Itzig Feitel Stern orientiert sich an zwei Stellen an Hartwig von Hundt-Radowsky und erwähnt zwei seiner eigenen „Werkchen“, wie er sie nennt, die Lauberhüttenkränz und das Schabbes-Gärtle. Insbesondere zitiert er aus einer Schrift des Plassenburger Polizeikommissars Stuhlmüller. Zusätzlich geht er auf die Judenmissionare Monheimer aus Feuchtwangen, sowie Pauli in Amsterdam ein, beides geschichtlich nachweisbare Personen. Karl Heinrich Monheimer war mehrfach auf der Plassenburg inhaftiert. Eine Rede von C.W.H. Pauli will Stern „vor drei Jahren“ in Amsterdam besucht haben. Tatsächlich war Heinrich Holzschuher laut Elisabeth Jäger während einer mehrmonatigen Reise, auf der er Subskribenten für die Harfenklänge und den Volks-Spiegel zugunsten des Erfurter Martinsstift sammelte, über den Niederrhein bis nach Amsterdam gelangt. Überdies wurde eine in großen Teilen übersetzte Schrift Itzig Feitel Sterns in Amsterdam verlegt. Eine längere Anmerkung über den „Räuber und Raubmörder Itzig David Silbermann“ lässt sich wörtlich in der Holzschuherschen Fallgeschichte Ende des Itzig David Silbermann im Volks-Spiegel von 1829 nachweisen. Endlich schließt die Entlarvungschrift Linke Massematten mit dem gesperrt gedruckten Reimspruch ab: „Kommt der Jude ins Haus, fährt Glück und Segen hinaus“, der sich identisch in dem frühen Stück Itzigs Liebschaft von Itzig Feitel Stern, gedruckt in Augsburg 1827, wiederfindet.
In seinem Volks-Spiegel aus der Sonntagsschule des Zwangs-Arbeitshauses zu Plassenburg belegt eine weitere fiktive Fallgeschichte, dass sich Holzschuher eben auch unter Echtnamen antisemitisch äußerte. In „Jakob Levi, der alte 100jährige berühmte israelitische Vorsänger“ lässt er denselben über „sein Volk“ lästern.  Es sei ein frecher Haufe und lüge, kenne keine Wahrheit, treibe es mit Gewalt im Lande, sei boshaft, voller Trügereien und von falscher Zunge. Barmherzigkeit würden Juden nur üben, wenn es dafür Gold gebe. Letztlich sollen sie ihre Sünden bekennen und sich zu Gott bekehren.
Goedsche brachte 1835 die letzte Schrift Itzig Feitel Sterns auf den Buchmarkt, Die Schabbes-Lamp vun pollische Messing. Noch im selben Jahr verlor Holzschuher seine Anstellung im Zuchthaus Lichtenau. Wie er schrieb, wegen irdischer Bosheit und Macht. Zuvor, am  27. Juli 1835, veröffentlichte der Allgemeine Anzeiger und Nationalzeitung der Deutschen eine anonyme, vernichtende Kritik über die „Unflätereyen“ der in „Judendeutsch“ abgefassten Schriften, die „alles sittliche Gefühl“ tief beleidigen würden und „deren Verfasser sich Itzig Feitel Stern nennt“. Eine redaktionelle Nachschrift pflichtete der Kritik bei und befand: „Es macht den Censoren, welche solchen scham- und sittenlosen Machwerken den Druck gestatten, nicht nur keine Ehre, sondern sie machen sich des Verbrechens der Entsittlichung des Volkes […] auf eine sträfliche Art schuldig.“
Moritz Gottlieb Saphir, der in München mehrfach dem judenfeindlichen Spott Stern/Holzschuhers ausgesetzt war, revanchierte sich unter anderem in Der Humorist, der von ihm redigierten Zeitschrift: „Goedsche in Meissen! Der unsterbliche Verleger des großen Izig Veitl Stern! […] zu dem Guttenberg’s Geist kam, um Mitternacht, und zu ihm sagte: ‚Steh auf zu dieser Stund, Und drucke jeden Schund!‘.“

## Werke (Auswahl)
- Ideen für praktisch christliche Volks-Erziehung; oder Plan zu einer vaterländischen Erziehungs- und Rettungsanstalt für arme und verwilderte Kinder, in Baireuth. Verfasst von Heinrich Holzschuher aus Wunsiedel (Digitalisat. Das Exemplar stammt aus der Privatbibliothek Königs Ludwig I. und einhaltet auch ein „Circular“ von Johannes Falk vom Mai 1823, sowie einen „Anhang“).
- Gedichte vermischten, dießmal meist komischen Inhalts, Wunsiedel 1824.
- Volks-Spiegel aus der Sonntagsschule des Zwangs-Arbeitshauses zu Plassenburg. Verfaßt und zum Besten des Martins-Stiftes in Erfurt herausgegeben von Heinrich Holzschuher, Erfurt 1829 (Digitalisat).
- Harfenklänge. Eine freundliche Liedergabe für Geist und Gemüth. Verfaßt und zum Besten des Martin-Stiftes in Erfurt, zur Förderung des Zweckes christlicher Erziehung von zweyhundert armen verwilderten Kindern herausgegeben von Heinrich Holzschuher, Erfurt 1829 (Digitalisat. Hinweis: Nur das Vorwort und das Verzeichnis der Pränumeranten und Subskribenten bis Seite XXXVIII ist korrekt digitalisiert, danach folgt der Inhalt des „Volks-Spiegels“!).
- Denkmal der Bayerischen Ständeversammlung im Jahre 1831, herausgegeben von Karl Julius Schreyer, Heinrich Holzschuher und Christian Rosenkreutz, Erstes Heft, Selbstverlag der Herausgeber, München 1831. Für die Hefte 2 bis 4 (mehr nicht nachweisbar), im Selbstverlag erschienen, zeichnete nur Heinrich Holzschuher als Herausgeber (Heft 1; Heft 2; Heft 3; Heft 4).
- Zeter! Zeter! Wehe! Wehe! über die bayersche Ständeversammlung von 1831, namentlich über die Kammer der Abgeordneten und ihre Mitglieder. In Bezug auf die von Mussinan’sche Uebersicht über die von den Ständen des Königreichs Bayern auf dem Landtage 1831 zum Wohl der ganzen Nation gefassten und von der königl. Staatsregierung bewilligten Beschlüsse, und in Bezug auf den Artikel im bayerischen Volksfreund von 1832, No.: 5: ‚Was wird die Geschichte unseres Vaterlandes von den Ständen des Jahres 1831 sagen?‘  geschriehen und gerufen und allen wahren Vaterlandsfreunden zum Mitschreyen des Zeter- und Wehe-Rufs durch den Druck mitgetheilt von Heinrich Holzschuher, München 1832 (Digitalisat).
- Die Waunsiegler Aufklärung oder der Prozeß im Kloidaschrank. E dramatisch Gedicht in Waunsiegla vornehmer und gmoiner Mundart. Verfaßt und allen Wausiegla Waiban und Moaidlein gewippemt von Hans Heinrich va da Broaitengass, Wunnsiegel (Wunsiedel) 1833
- Kleiner Katechismus der vaterländischen Verfassungs- und Bürgerglückskunde für Volksschulen, sowie für den Bürger und Landmann des Königreichs Bayern, Riegel und Wießner, Nürnberg 1835 (Digitalisat).
- Das Luther-Büchlein handelnd von Gottes Führungen in der Geschichte des Dr. Martin Luther, Joh. Falk, des Martins-Stiftes zu Erfurt und Luthers verwaiseten Nachkommen. Verfaßt und zum Besten des Martins-Stiftes in Erfurt zur Erziehung und Versorgung von fünf armen Luthers-Waisen herausgegeben von Heinrich Holzschuher, Verlage Campe, Endter, Raw, Riegel und Wießner, Nürnberg 1836 (Digitalisat).
- Dr. Ignaz Ritters v. Rudhart Kgl. Bayerischen Staatsraths und Ministers, Kgl. Griechischen Ministers des Inneren und Präsidenten des Conseils, Lebens-Abriss. Letzterer von ihm selbst verfaßt. Herausgegeben von Heinrich Holzschuher, Riegel und Wießner, Nürnberg 1837 (Digitalisat).
- Geschichte der ehemaligen Herrschaft, des Marktes der Feste und des Zuchthauses zu Lichtenau, Riegel und Wießner, Nürnberg 1837 (Digitalisat).
- Die Belagerung von Neumarkt im Jahre 1504. Historische Skizze von Heinrich Holzschuher. Zum Besten einer zu errichtenden Kleinkinder-Bewahr-Anstalt zu Neumarkt, Neumarkt 1838 (Digitalisat).
- Anleitung zur gedeihlichen Einrichtung von Spar- und Hilfskassen auf dem platten Lande ohne Kapitalfond, zugleich eine Pragmatische Geschichte der Spar-, Leih- und Hülfskasse, dann des Leichen-Vereines zu Neumarkt in der Oberpfalz, Riegel und Wießner, Nürnberg 1842 (Digitalisat).